# Agdistis tenera
Agdistis tenera is een vlinder uit de familie vedermotten (Pterophoridae). De wetenschappelijke naam van deze soort is voor het eerst geldig gepubliceerd in 1976 door Arenberger.
De soort komt voor in tropisch Afrika.